# Ящик для письмового приладдя (Ямнітцер)
«Ящик для письмового приладдя» (нім. Schreibzeug) — срібний ящик роботи німецького ювеліра Венцеля Ямнітцера (1508—1585). Створений близько 1560/1570 року у Нюрнберзі. Зберігається у Кунсткамері у Музеї історії мистецтв, Відень (інвент. номер КК 1155).
На відділеннях кришки шкатулки зображені срібні комахи, равлики, мідії, краб, жаба, дві ящірки і навіть одна миша. На зовнішніх сторонах також розміщені дрібні тварини з-поміж рослинних гірлянд. Звірі виконані з використанням техніки «зліпків природи» (le style rustique), яка була особливо популярна у мистецтві XVI ст. у Північній Італії (зокрема у Падуї) і Нюрнберзі. Тушки маленьких звірів обмазувалися глиною та обпалювалися. При такій процедурі природний зразок згорав до тла, залишаючи свій відбиток на зовнішній стороні глини, яка потім заповнювалася рідким металом для відливання. 
В середині цього ящика зберігалося письмове приладдя. Ящик належав ерцгерцогу Фердинанду II Тірольському (1529—1595), який мав пристрасть до зліпків природи. 